# 日南市立南郷小学校
日南市立南郷小学校（にちなんしりつ なんごうしょうがっこう）は、宮崎県日南市南郷町中村乙にある公立小学校。

## 概要
- 児童数 298名（2023年度）

## 沿革
出典
- 1896年（明治29年）
  - 2月1日 - 黒木喜市氏が初代校長として就任。
  - 2月29日 - 目井津、潟上、外浦、中村の学校を合併し現在位置に南郷尋常小学校を設立。
  - 4月6日 - 潟上に潟上分教場を設置。
- 1900年（明治33年）4月5日 - 大島に大島分教場を設置。
- 1901年（明治34年）4月1日 - 南郷高等尋常小学校と改称。潟上分教場は潟上尋常小学校として分立。
- 1927年（昭和2年）10月11日 - 校舎3棟増築。
- 1937年（昭和12年）5月14日 - 校舎1棟並びに講堂新築完成。
- 1941年（昭和16年）4月1日 - 国民学校令により、南郷国民学校と改称。
- 1947年（昭和22年）5月1日 - 6・3制により、南郷町立南郷小学校と改称。
- 1951年（昭和26年）5月22日 - 学校給食室改装。
- 1954年（昭和29年）
  - 2月2日 - 学校給食開始。
  - 4月1日 - 大島分教場を南郷町立大島小学校と改称。
- 1958年（昭和33年）2月28日 - 校歌を制定。
- 1968年（昭和43年）3月1日 - 管理棟を新築。
- 1970年（昭和45年）8月30日 - プール完成。
- 1975年（昭和50年）4月1日 - 訪問教育学級開設。
- 1976年（昭和51年）11月20日 - 講堂及び旧校舎が全焼する。
- 1978年（昭和53年）3月22日 - 屋内運動場が完成。
- 1980年（昭和55年）
  - 3月31日 - 新校舎、屋内運動場中庭にプレハブ1棟新設「資料室」
  - 4月1日 - 南郷町立大島小学校廃校に伴い本校へ統合。
- 1987年（昭和62年）11月1日 - PTA事業により、みんなの森設置。
- 1989年（平成元年）8月 - 管理棟床改修、教室等インターホン設置（補充）。
- 1993年（平成5年）3月11日 - 南校舎新築工事起工式挙行。
- 1995年（平成7年）
  - 4月1日 - 特殊学級を再開級し、難聴児教室を新設。
  - 5月15日 - 難聴児教室開設。
- 1996年（平成8年）2月25日 - 創立百周年記念式典挙行し、記念碑建立。記念誌発行、校旗、優勝旗新調。
- 1997年（平成9年）3月17日 - 青少年赤十字（JRC）加盟登録式。
- 2000年（平成12年）1月16日 - 焼却炉撤去。
- 2001年（平成13年）8月22日 - 給食室シャッター工事
- 2009年（平成21年）
  - 3月30日 - 日南市との合併により、日南市立南郷小学校と改称。
  - 7月1日 - 「南郷小学校放課後子ども教室」開始。
- 2010年（平成22年）
  - 6月10日 - 50インチ大型テレビ搬入。
  - 7月3日 - 北校舎外壁補修工事開始。
- 2013年（平成25年）12月25日 - 北校舎階段補修工事。
- 2019年（令和元年）6月10日 - 北校舎児童トイレ全面改修。
- 2020年（令和2年）
  - 3月3日 - 新型コロナウィルス感染拡大防止のため、3月26日まで臨時休業。
  - 4月9日 - 新型コロナウィルス感染拡大防止のため、5月22日まで臨時休業。
- 2021年（令和3年）4月 - 全児童にタブレット配付。

## 通学区域
南郷小学校の通学区域には以下の区域が指定されている。
- 津屋野、谷之口、上中村、中央町、目井津、栄松、大島

## 進学先中学校
- 日南市立南郷中学校

## 交通
- JR日南線南郷駅から、徒歩約200m・約3分。
  - 学校敷地から駅敷地までは、最短で約45mほどだが、正門（校門）と駅入口との位置関係で、遠回りとなる。

## 学校周辺
- 中尾珠算塾
- 国道220号
- 中央川
- JR日南線南郷駅

## 出身者
- 谷口浩美 - 東京電力長距離・駅伝チーム監督、元マラソン選手
- 鬼束ちひろ - シンガーソングライター